# Liste der Rektoren der Universität für Bodenkultur Wien
Die Liste der Rektoren der Universität für Bodenkultur Wien listet alle Rektoren der Universität für Bodenkultur Wien ab der Gründung im Jahr 1872 als Hochschule für Bodenkultur auf.

## Von der Gründung der Hochschule für Bodenkultur bis zum„Anschluss“(1872–1938)
| Amtszeit  | Name                                    | Geboren | Gestorben | Bemerkungen                                                                                       |
| --------- | --------------------------------------- | ------- | --------- | ------------------------------------------------------------------------------------------------- |
| 1872–1873 | Martin Wilckens                         | 1834    | 1897      | Professor für Tierphysiologie und Tierzucht                                                       |
| 1873–1874 | Friedrich Haberlandt                    | 1826    | 1878      | Professor für Pflanzenbau                                                                         |
| 1874–1875 | Wenzel Hecke                            | 1824    | 1900      | Professor für landwirtschaftliche Betriebslehre                                                   |
| 1875–1876 | Franz Xaver von Neumann-Spallart        | 1837    | 1888      | Professor für Volkswirtschaftslehre und Statistik                                                 |
| 1876–1877 | Josef Schlesinger                       | 1831    | 1901      | Professor für darstellende und praktische Geometrie                                               |
| 1877–1878 | Philipp Zöller                          | 1832    | 1885      | Professor für Chemie                                                                              |
| 1878–1879 | Josef Böhm                              | 1831    | 1893      | Professor für Pflanzenphysiologie                                                                 |
| 1879–1880 | Wenzel Hecke                            | 1824    | 1900      | Professor für landwirtschaftliche Betriebslehre                                                   |
| 1880–1881 | Emil Perels                             | 1837    | 1893      | Professor für Maschinen- und Melioration-Ingenieurswesen                                          |
| 1881–1882 | Wilhelm Exner                           | 1840    | 1931      | Professor für mechanische Technologie und des forstlichen Ingenieurswesen                         |
| 1882–1883 | Franz Schwackhöfer                      | 1843    | 1903      | Professor für landwirtschaftlich-chemische Technologie                                            |
| 1883–1884 | Adolf Ritter von Guttenberg             | 1839    | 1917      | Professor für forstliche Betriebsfächer                                                           |
| 1884–1885 | Gustav Marchet                          | 1846    | 1916      | Professor für Verwaltungslehre, Finanzwirtschaft und land- und forstwirtschaftliche Gesetzeskunde |
| 1885–1886 | Gustav Hempel                           | 1842    | 1904      | Professor für forstliche Produktionslehre                                                         |
| 1886–1887 | Emil Perels                             | 1837    | 1893      | Professor für Maschinen- und Melioration-Ingenieurswesen                                          |
| 1887–1888 | Gustav Henschel                         | 1835    | 1895      | Professor für Forstschutz                                                                         |
| 1888–1889 | Adolf Ritter von Liebenberg             | 1851    | 1922      | Professor für allgemeinen und landwirtschaftlichen Pflanzenbau                                    |
| 1889–1890 | Josef Schlesinger                       | 1831    | 1901      | Professor für darstellende und praktische Geometrie                                               |
| 1890–1891 | Franz Schwackhöfer                      | 1843    | 1903      | Professor für landwirtschaftlich-chemische Technologie                                            |
| 1891–1892 | Adolf Ritter von Guttenberg             | 1839    | 1917      | Professor für forstliche Betriebsfächer                                                           |
| 1892–1893 | Gustav Marchet                          | 1846    | 1916      | Professor für Verwaltungslehre, Finanzwirtschaft und land- und forstwirtschaftliche Gesetzeskunde |
| 1893–1894 | Wilhelm Exner                           | 1840    | 1931      | Professor für mechanische Technologie und des forstlichen Ingenieurswesen                         |
| 1894–1895 | Gustav Hempel                           | 1842    | 1904      | Professor für forstliche Produktionslehre                                                         |
| 1895–1896 | Franz Schwackhöfer                      | 1843    | 1903      | Professor für landwirtschaftlich-chemische Technologie                                            |
| 1896–1897 | Wilhelm Exner                           | 1840    | 1931      | Professor für mechanische Technologie und des forstlichen Ingenieurswesen                         |
| 1897–1898 | Adolf Ritter von Liebenberg             | 1851    | 1922      | Professor für allgemeinen und landwirtschaftlichen Pflanzenbau                                    |
| 1898–1899 | Adolf Ritter von Guttenberg             | 1839    | 1917      | Professor für forstliche Betriebsfächer                                                           |
| 1900–1901 | Simon Zeisel                            | 1854    | 1933      | Professor für Chemie                                                                              |
| 1901–1902 | Adolf Friedrich                         | --      | 1932      | Professor für kulturtechnischen Wasserbau                                                         |
| 1901–1902 | Leopold Adametz                         | 1861    | 1941      | Professor für Tierzucht und Morphologie der Haustiere                                             |
| 1902–1903 | Friedrich Wachtl                        | 1840    | 1913      | Professor für Forstschutz und forstliche Entomologie                                              |
| 1903–1904 | Hermann von Schullern zu Schrattenhofen | 1861    | 1931      | Professor für Volkswirtschaftslehre und Statistik                                                 |
| 1904–1905 | Hermann von Schullern zu Schrattenhofen | 1861    | 1931      | Professor für Volkswirtschaftslehre und Statistik                                                 |
| 1905–1906 | Gustav Marchet                          | 1846    | 1916      | Professor für Verwaltungslehre, Finanzwirtschaft und land- und forstwirtschaftliche Gesetzeskunde |
| 1906–1907 | Karl Wilhelm                            | 1848    | 1933      | Professor für Botanik                                                                             |
| 1907–1908 | Gustav Adolf Koch                       | 1846    | 1921      | Professor für Mineralogie, Petrographie, Geologie und Bodenkunde                                  |
| 1908–1909 | Julius Marchet                          | 1858    | 1935      | Professor für forstliches Bauingenieurwesen, allgemeine Baukunde und forstliche Handelskunde      |
| 1909–1910 | Julius Marchet                          | 1858    | 1935      | Professor für forstliches Bauingenieurwesen, allgemeine Baukunde und forstliche Handelskunde      |
| 1910–1911 | Adolf Cieslar                           | 1858    | 1934      | Professor für forstliche Produktionslehre                                                         |
| 1911–1912 | Adolf Ritter von Liebenberg             | 1851    | 1922      | Professor für allgemeinen und landwirtschaftlichen Pflanzenbau                                    |
| 1912–1913 | Josef Ritter von Bauer                  | 1860    | 1936      | Professor für Verfassungs- und Verwaltungsrecht                                                   |
| 1913–1914 | Josef Ritter von Bauer                  | 1860    | 1936      | Professor für Verfassungs- und Verwaltungsrecht                                                   |
| 1914–1915 | Ernst Sedlmayr                          | 1868    | 1939      | Professor für landwirtschaftliche Betriebslehre                                                   |
| 1915–1916 | Ludwig Hecke                            | 1868    | 1934      | Professor für Phytopathologie                                                                     |
| 1916–1917 | Moritz Seitner                          | 1862    | 1936      | Professor für forstliche Entomologie                                                              |
| 1917–1918 | Theodor Micklitz                        | 1856    | 1922      | Professor für Forstbetriebseinrichtung und Forstverwaltungslehre                                  |
| 1918–1919 | Willibald Winkler                       | 1854    | 1940      | Professor für Molkereiwesen und landwirtschaftliche Bakteriologie                                 |
| 1919–1920 | Adolf Ostermayer                        | 1867    | 1935      | Professor für landwirtschaftliche Buchführung, Taxation und Handelskunde                          |
| 1920–1921 | Adolf Ostermayer                        | 1867    | 1935      | Professor für landwirtschaftliche Buchführung, Taxation und Handelskunde                          |
| 1921–1922 | Robert Fischer                          | 1874    | 1943      | Professor für allgemeinen und kulturtechnischen Wasserbau                                         |
| 1922–1923 | Robert Fischer                          | 1874    | 1943      | Professor für allgemeinen und kulturtechnischen Wasserbau                                         |
| 1923–1924 | Karl Hoffmeister                        | 1872    | 1929      | Professor für Genossenschaftswesens                                                               |
| 1924–1925 | Karl Hoffmeister                        | 1872    | 1929      | Professor für Genossenschaftswesens                                                               |
| 1925–1926 | Franz Riebel                            | 1857    | 1951      | Professor der Forstbetriebseinrichtung und Forstverwaltungslehre                                  |
| 1926–1927 | Josef Ritter von Bauer                  | 1860    | 1936      | Professor für Verfassungs- und Verwaltungsrecht                                                   |
| 1927–1928 | Josef Ritter von Bauer                  | 1860    | 1936      | Professor für Verfassungs- und Verwaltungsrecht                                                   |
| 1928–1929 | Ernst Sedlmayr                          | 1868    | 1939      | Professor für landwirtschaftliche Betriebslehre                                                   |
| 1929–1930 | Emil Hellebrand                         | 1877    | 1957      | Professor für niedere Geodäsie                                                                    |
| 1930–1931 | Wilhelm Olbrich                         | 1880    | 1945      | Professor für Mathematik und darstellende Geometrie                                               |
| 1931–1932 | Wilhelm Olbrich                         | 1880    | 1945      | Professor für Mathematik und darstellende Geometrie                                               |
| 1932–1933 | Otto Porsch                             | 1875    | 1959      | Professor für Botanik                                                                             |
| 1933–1934 | Emanuel Hugo Vogel                      | 1875    | 1946      | Professor für Volkswirtschaftslehre                                                               |
| 1934–1935 | Robert Fischer                          | 1874    | 1943      | Professor für allgemeinen und kulturtechnischen Wasserbau                                         |
| 1935–1936 | Gustav Köck                             | 1879    | 1939      | Professor für Phytopathologie                                                                     |
| 1936–1937 | Hermann Kaserer                         | 1877    | 1955      | Professor für Ackerbau und Pflanzenbau                                                            |
| 1937–1938 | Emmerich Zederbauer                     | 1877    | 1950      | Professor für Obst- und Gartenbau                                                                 |

Quelle: Universität für Bodenkultur Wien

## Zeit des Nationalsozialismus(1938–1945)
| Amtszeit  | Name            | Geboren | Gestorben | Bemerkungen                                 |
| --------- | --------------- | ------- | --------- | ------------------------------------------- |
| 1938–1939 | Hermann Kaserer | 1877    | 1955      | Professor für Ackerbau und Pflanzenbau      |
| 1939–1940 | Otto Porsch     | 1875    | 1959      | Professor für Botanik                       |
| 1940–1941 | Adolf Staffe    | 1888    | 1958      | Professor für Tierzucht und Milchwirtschaft |
| 1941–1942 | Adolf Staffe    | 1888    | 1958      | Professor für Tierzucht und Milchwirtschaft |
| 1942–1943 | Adolf Staffe    | 1888    | 1958      | Professor für Tierzucht und Milchwirtschaft |
| 1943–1944 | Adolf Staffe    | 1888    | 1958      | Professor für Tierzucht und Milchwirtschaft |
| 1944–1945 | Leo Tschermak   | 1882    | 1969      | Professor für Waldbau und Forstbenutzung    |

Quelle: Universität für Bodenkultur Wien

## Von der Wiederherstellung der österreichischen Unabhängigkeit bis zur Reform 1975 (1945–1975)
| Amtszeit  | Name                | Geboren | Gestorben | Bemerkungen                                                                        |
| --------- | ------------------- | ------- | --------- | ---------------------------------------------------------------------------------- |
| 1945–1946 | Alfred Till         | 1879    | 1959      | Professor für Geologie und Bodenkunde                                              |
| 1946–1947 | Alfred Till         | 1879    | 1959      | Professor für Geologie und Bodenkunde                                              |
| 1947–1948 | Anton Steden        | 1896    | 1958      | Professor für landwirtschaftliche Betriebslehre, Buchführung und Handelskunde      |
| 1948–1949 | Hermann Flatscher   | 1890    | 1968      | Professor für Technologie des Holzes                                               |
| 1949–1950 | Hermann Flatscher   | 1890    | 1968      | Professor für Technologie des Holzes                                               |
| 1950–1951 | Josef Kisser        | 1899    | 1984      | Professor für Anatomie und Physiologie der Pflanzen                                |
| 1951–1952 | Franz Ackerl        | 1901    | 1988      | Professor für Geodäsie und Photogrammetrie                                         |
| 1952–1953 | Anton Steden        | 1896    | 1958      | Professor für landwirtschaftliche Betriebslehre, Buchführung und Handelskunde      |
| 1953–1954 | Leopold Müksch      | 1888    | 1959      | Professor für allgemeinen und kulturtechnischen Wasserbau                          |
| 1954–1955 | Leopold Müksch      | 1888    | 1959      | Professor für allgemeinen und kulturtechnischen Wasserbau                          |
| 1955–1956 | Ladislaus Kopetz    | 1902    | 1966      | Professor für Pflanzenbau und Pflanzenzüchtung                                     |
| 1956–1957 | Ladislaus Kopetz    | 1902    | 1966      | Professor für Pflanzenbau und Pflanzenzüchtung                                     |
| 1957–1958 | Hubert Kuhn         | 1896    | 1989      | Professor für Forsteinrichtung und forstliche Betriebswirtschaftslehre             |
| 1958–1959 | Karl Rehrl          | 1902    | 1992      | Professor für allgemeine und landwirtschaftliche Maschinenkunde                    |
| 1959–1960 | Karl Rehrl          | 1902    | 1992      | Professor für allgemeine und landwirtschaftliche Maschinenkunde                    |
| 1960–1961 | Julius Kar          | 1902    | 1978      | Professor für Siedlungswasserwirtschaft                                            |
| 1961–1962 | Julius Kar          | 1902    | 1978      | Professor für Siedlungswasserwirtschaft                                            |
| 1962–1963 | Josef Kisser        | 1899    | 1984      | Professor für Anatomie und Physiologie der Pflanzen                                |
| 1963–1964 | Josef Kisser        | 1899    | 1984      | Professor für Anatomie und Physiologie der Pflanzen                                |
| 1964–1965 | Josef Kisser        | 1899    | 1984      | Professor für Anatomie und Physiologie der Pflanzen                                |
| 1965–1966 | Franz Turek         | 1913    | 1976      | Professor für Tierzucht, Fütterungslehre und Alpwirtschaft                         |
| 1966–1967 | Franz Turek         | 1913    | 1976      | Professor für Tierzucht, Fütterungslehre und Alpwirtschaft                         |
| 1967–1968 | Franz Hafner        | 1903    | 1985      | Professor für forstliches Bau- und Bringungswesen                                  |
| 1968–1969 | Franz Hafner        | 1903    | 1985      | Professor für forstliches Bau- und Bringungswesen                                  |
| 1969–1970 | Anton Zeilinger     | 1905    | 1986      | Professor für Milchwirtschaft, Molkereiwesen und landwirtschaftliche Mikrobiologie |
| 1970–1971 | Anton Zeilinger     | 1905    | 1986      | Professor für Milchwirtschaft, Molkereiwesen und landwirtschaftliche Mikrobiologie |
| 1971–1972 | Julius Kar          | 1902    | 1978      | Professor für Siedlungswasserwirtschaft                                            |
| 1972–1973 | Julius Kar          | 1902    | 1978      | Professor für Siedlungswasserwirtschaft                                            |
| 1973–1974 | Herbert Franz       | 1908    | 2002      | Professor für Geologie und Bodenkunde                                              |
| 1974–1975 | Rudolf Frauendorfer | 1924    | 2012      | Professor für Forsteinrichtung und forstliche Betriebswirtschaftslehre             |

Quelle: Universität für Bodenkultur Wien

## Universität für Bodenkultur Wien von der Universitätsreform 1975 bis heute
| Amtszeit             | Name                | Geboren | Gestorben | Bemerkungen                                                                        |
| -------------------- | ------------------- | ------- | --------- | ---------------------------------------------------------------------------------- |
| 1975–1976            | Rudolf Frauendorfer | 1924    | 2012      | Professor für Forsteinrichtung und forstliche Betriebswirtschaftslehre             |
| 1976–1977            | Rudolf Frauendorfer | 1924    | 2012      | Professor für Forsteinrichtung und forstliche Betriebswirtschaftslehre             |
| 1977–1978            | Manfried Welan      | 1937    | 2024      | Professor für Rechtslehre                                                          |
| 1978–1979            | Manfried Welan      | 1937    | 2024      | Professor für Rechtslehre                                                          |
| 1979–1980            | Manfried Welan      | 1937    | 2024      | Professor für Rechtslehre                                                          |
| 1980–1981            | Manfried Welan      | 1937    | 2024      | Professor für Rechtslehre                                                          |
| 1981–1982            | Werner Biffl        | 1939    | --        | Professor für Siedlungswasserbau und Gewässerschutz                                |
| 1982–1983            | Werner Biffl        | 1939    | --        | Professor für Siedlungswasserbau und Gewässerschutz                                |
| 1983–1984            | Werner Biffl        | 1939    | --        | Professor für Siedlungswasserbau und Gewässerschutz                                |
| 1984–1985            | Werner Biffl        | 1939    | --        | Professor für Siedlungswasserbau und Gewässerschutz                                |
| 1985–1986            | Hubert Sterba       | 1945    | --        | Professor für forstliche Ertragslehre                                              |
| 1986–1987            | Hubert Sterba       | 1945    | --        | Professor für forstliche Ertragslehre                                              |
| 1987–1988            | Hubert Sterba       | 1945    | --        | Professor für forstliche Ertragslehre                                              |
| 1988–1989            | Hubert Sterba       | 1945    | --        | Professor für forstliche Ertragslehre                                              |
| 1989–1990            | Werner Biffl        | 1939    | --        | Professor für Siedlungswasserbau und Gewässerschutz                                |
| 1990–1991            | Werner Biffl        | 1939    | --        | Professor für Siedlungswasserbau und Gewässerschutz                                |
| 1991–1992            | Manfried Welan      | 1937    | 2024      | Professor für Rechtslehre                                                          |
| 1992–1993            | Manfried Welan      | 1937    | 2024      | Professor für Rechtslehre                                                          |
| 1993–1995            | Leopold März        | 1944    | 2025      | Professor für Biochemie                                                            |
| 1995–1999            | Leopold März        | 1944    | 2025      | Professor für Biochemie                                                            |
| 1999–2003            | Leopold März        | 1944    | 2025      | Professor für Biochemie                                                            |
| 2003–2007            | Hubert Dürrstein    | 1955    | --        | Professor für forstliches Ingenieurwesen und Arbeitswissenschaften                 |
| 2007–2009            | Ingela Bruner       | 1952    | 2014      | Maschinenbauerin, erste Rektorin an einer staatlichen österreichischen Universität |
| 2009–2018            | Martin Gerzabek     | 1961    | --        | Professor für Umwelttoxikologie und Isotopenanwendung                              |
| 2018–2022            | Hubert Hasenauer    | 1962    | --        | Professor für Waldökosystemmanagement                                              |
| seit 1. Februar 2022 | Eva Schulev-Steindl | 1959    | --        | Professorin für Rechtswissenschaften                                               |

Quelle: Universität für Bodenkultur Wien